# Cinsault

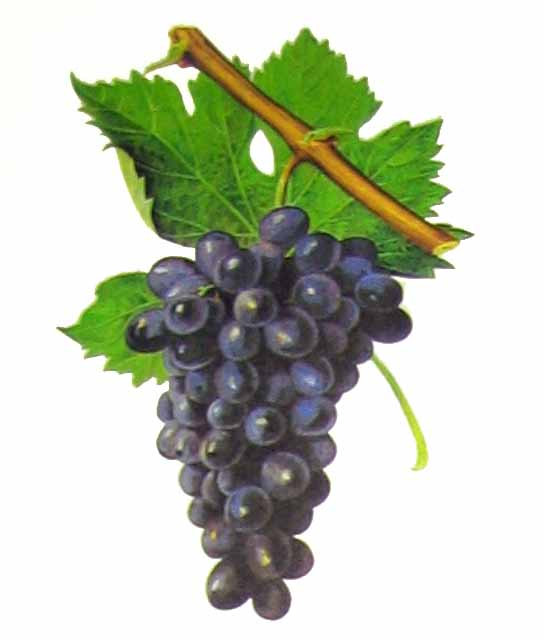
Dibujo de un racimo de cinsault en la obra del de Viala & Vermorel.

La cinsaut o cinsault es una uva tinta de la región francesa de Languedoc-Rosellón y las antiguas colonias francesas de Argelia y Marruecos. Se mezcla a menudo con uvas como la garnacha y la cariñena para añadirle a los vinos suavidad y buqué.

## Historia
La cinsault parece ser una variedad antigua que puede haberse originado en Hérault o podría haber sido traída por comerciantes del Mediterráneo Oriental.

## Regiones vinícolas

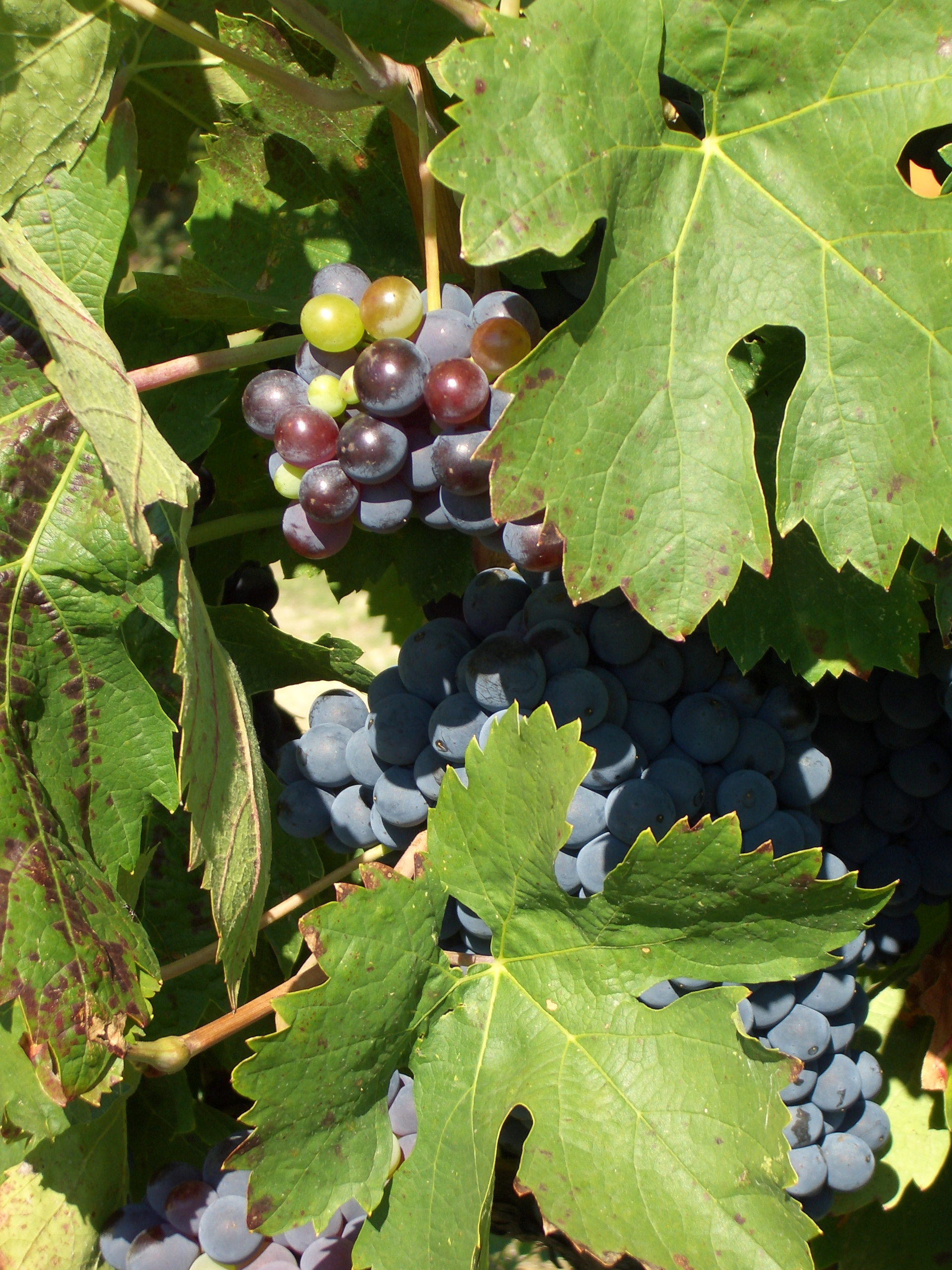
Vid de cinsaut en Côtes du Luberon.

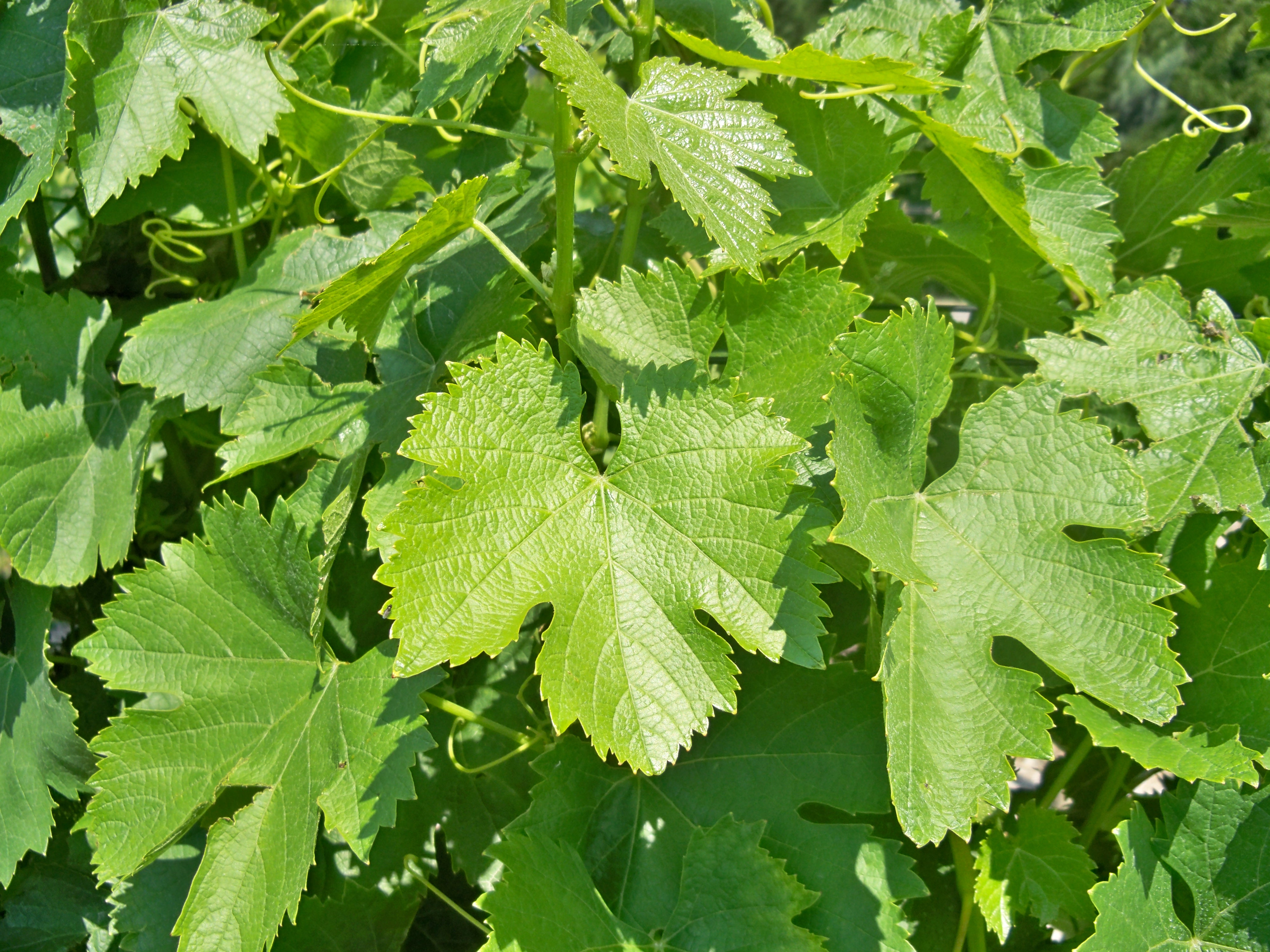
Hojas de cinsaut.

La cinsault es la cuarta uva tinta más plantada de Francia, y es especialmente importante en la región de Languedoc-Rosellón. También se usa ampliamente para hacer vinos rosados en la Provenza.
La cinsault también es popular en Argelia por su gran resistencia a la sequía y se usa para hacer grandes volúmenes de vino. También es popular en Marruecos y Túnez por su resistencia a la sequía.
En Australia crece bajo una gran variedad de nombres, como black prince, blue imperial, oeillade y ulliade.
En Chile se le conoce como cinsault o cargadora, dada la abundancia de racimos. En total Chile cuenta con más de 796 hectáreas plantadas de cinsault, de las cuales casi 700 se concentran en el Valle del Itata, en las zonas de Coelemu, Guarilihue y Portezuelo. Actualmente en otras zonas vitivinícolas como el Valle de Colchagua y Villarrica, se han iniciado nuevas plantaciones.   
En Italia se la conoce como ottavianello. Cuenta una pequeña Denominazione di Origine Controllata dedicada, la Ottavianello di Ostu, con una producción de menos de 100 cajas al año. En cualquier caso, la cinsault se emplea mucho eb las mezclas de Apulia y también está recabando la atención de los productores interesados en reavivar las variedades más antiguas.
La cinsault es un componente importante en el ensamblaje del Château Musar libanés.
En Sudáfrica se cultiva mucho y buena parte de la producción se mezcla con cabernet sauvignon. Tiene un sitio predilecto en la viticultura de ese país, junto con la pinot noir. La pinotage es producto de un cruce entre la cinsault y la pinot noir.
El viñedo más antiguo de cinsault puede ser el de Bechtold en Lodi, California, Estados Unidos, que fue plantado en 1885 por Joseph Spenker. Se planta también algo de cinsaut en California donde se le da el nombre de black malvoisie. También hay plantaciones de cinsaut en el valle Yakima del estado de Washington.

## Vides y viticultura
La vid puede producir cosechas abundantes, pero los vinos son mucho mejores si se controlan los rendimientos. La cinsaut es muy resistente a la sequía pero puede ser susceptible a enfermedades, de modo que aprecia un clima seco. Produce racimos grandes y cilíndricos de uvas oscuras con pieles gruesas.

## Sinónimos y confusión con otras uvas
Los otros nombres de la cinsault son black malvoisie, blue imperial, bourdales kek, budales, calibre, chainette, cincout, cinq-sao, cinquien, cinsanet, cinsault, cubilier, cubillier, cuviller, espagne, espagnol, froutignan, grappu de la dordogne, hermitage, Málaga kek, marocain, maurange, mavro kara melkii, milhau, morterille noire, moustardier noir, navarro, negru de sarichioi, oeillade noire, ottavianello, ottaviano, ottavianello, pampous, papadou, passerille, pedaire, picardan noir, piquepoul D'uzes, pis de chevre, plant d'Arles boudales, plant d'Arles, plant de broqui, plant de broquies, poupe de crabe, pousse de chevre rouge, prunaley, prunelas, prunella, prunellas noir, salerne, samsó, samson, senso, sensu, sinsó, strum, takopulo kara, ulliaou, west's white prolific, black prince, boudales, oeillade (aunque es diferente de la variedad oeillade original, que ya no se cultiva) , picardin noir and ulliade.
También se conoce como oeillade noire, sobre todo cuando se vende como uva de mesa, no está relacionada con la uva oeillade noire de Languedoc y la Provenza.